# Derdelandenvervoer
Derdelandenvervoer is een vorm van internationaal transport. 
Derdelandenvervoer is het grensoverschrijdend vervoer van een land naar een ander land door een transportbedrijf in een derde land gevestigd is. Bijvoorbeeld: Een Nederlands transportbedrijf vervoert goederen van Noorwegen naar Rusland. Voor wie een vervoervergunning heeft, is derdelandenvervoer volledig vrij binnen de Europese Economische Ruimte, dat is de Europese Unie met nog een drietal andere landen. Dit in tegenstelling tot cabotage, die ook binnen de EU nog erg beperkt is. 
Buiten de EER is derdelandenvervoer eerder zeldzaam en is bilateraal vervoer bijna de enige voorkomende vorm van internationaal wegvervoer. De meeste EER-landen - maar niet allemaal - staan buitenlandse transporteurs met een communautaire vergunning wel toe vervoer te doen tussen hun land en een niet-EER-land. Hoewel het weinig zal voorkomen, staat Polen bijvoorbeeld zonder meer toe dat een Belgische vervoerder (EER) een transport verricht van Polen (EER) naar Rusland (niet-EER). Uiteraard moet die er nog een vergunning hebben voor Rusland (en eventueel voor transito door Wit-Rusland). 